# Людовик Виктор Савойский-Кариньянский
Людо́вик Ви́ктор Саво́йский-Каринья́нский (итал. Luigi Vittorio di Savoia-Carignano; 25 сентября 1721, Париж, Королевство Франция — 7 декабря 1778, Турин, Королевство Сардиния и Пьемонт) — представитель Кариньянской ветви Савойского дома, 4-й князь Каринья́но, маркграф Раккониджи и Буска с Каваллермаджоре, Виллафранка, Вигоне, Бардже, Казелле, Роккавьоне, Певераньо и Бове с 1741 года.
Генерал-капитан армии Сардинского королевства. Участник войны за австрийское наследство. Правитель Аостского герцогства с 1760 года. Кавалер Высшего ордена Святого Благовещения (1733).

## Биография

### Семья и ранние годы
Родился в Париже, в Суассонском дворце, 25 сентября 1721 года. Он был вторым ребёнком и вторым сыном Виктора Амадея I Савойского, князя Кариньяно и Виктории Франциски Савойской, маркграфини Сузы. По отцовской линии приходился внуком Эммануилу Филиберту Савойскому, князю Кариньяно, и Марии Анджеле Катерине д’Эсте, маркграфине Монтеккьо. По материнской линии был внуком Виктора Амадея II, герцога Савойи и короля Сардинии и Пьемонта, и Жанны Батисты д’Альбер де Люинь. Крёстным отцом принца стал французский король Людовик XV.
Детство Людовика Виктора прошло в Париже и Турине. Он был любимцем короля Карла Эммануила III, при дворе которого получил образование. 25 марта 1733 года король удостоил племянника звания кавалера Высшего ордена Святого Благовещения. Современники описывали принца, как человека мужественного, умевшего вести беседу и вызывавшего симпатию.

### Князь Кариньяно
Старший брат Людовика Виктора умер до его рождения, поэтому после смерти отца, оставившего по себе большие долги, 4 апреля 1741 года принц стал князем Кариньяно. Он поселился с семьёй во дворце Кариньяно и замке Раккониджи. Последний по его заказу полностью перестроил архитектор Джованни Баттиста Борра.
Людовик Виктор служил в армии Сардинского королевства. Участвовал в войне за австрийское наследство в 1741—1748 годах. В одном из сражений был ранен в бедро. 6 июля 1760 года был назначен правителем герцогства Аоста. 29 августа 1774 года получил звание генерал-капитана.
1 сентября 1778 года скончалась супруга Людовика Виктора. 7 декабря 1778 года во дворце Кариньяно в Турине у князя началась сильная рвота, после которой он вскоре умер. Его похоронили в Туринском соборе. В 1835 году останки князя Кариньяно и его супруги перезахоронили в базилике Суперга.

### Брак и потомство
4 мая 1740 года в Турине Людовик Виктор сочетался браком с Кристиной Генриеттой Гессен-Рейнфельс-Ротенбургской, принцессой из Гессенского дома. Родителями невесты были Эрнст II Леопольд, ландграф Гессен-Рейнфельс-Ротенбурга, и графиня Элеонора фон Лёвенштайн-Вертхайм-Рошфор. В этом браке у супругов родились девять детей:
- Шарлотта Мария Луиза (17.08.1742 — 20.02.1794), принцесса Савойская и Кариньянская, умерла незамужней;
- Виктор Амадей (31.10.1743 — 10.09.1780), принц Савойский, князь Кариньяно под именем Виктора Амадея II с 7 декабря 1778 года, 3 ноября 1768 года сочетался браком с принцессой Марией Жозефиной Терезой Лотарингской (26.08.1753 — 08.02.1797);
- Леопольда Мария (21.12.1744 — 17.04.1807), принцесса Савойская и Кариньянская, 17 мая 1767 года сочеталась браком с доном Джорджо Андреа IV Дория-Памфили (30.10.1747 — 28.03.1820), князем Мельфи[8];
- Поликсена Тереза (31.10.1746 — 20.12.1762), принцесса Савойская и Кариньянская, приняла монашеский постриг в Ордене Посещения Пресвятой Девы Марии;
- Габриэлла (17.05.1748 — 10.04.1828), принцесса Савойская и Кариньянская, 10 июля 1769 года сочеталась браком с Фердинандом Филиппом Йозефом фон Лобковиц (27.04.1724 — 11.01.1784), князем Лобковиц и герцогом Роуднице;
- Мария Тереза Людовика (08.09.1749 — 03.09.1792), принцесса Савойская и Кариньянская, 17 января 1767 года сочеталась браком с Луи Александром Жозефом де Бурбоном (06.09.1747 — 07.05.1768), принцем де Ламбаль;
- Томас Мауриций (06.03.1751 — 23.07.1753), принц Савойский и Кариньянский, умер в младенческом возрасте;
- Евгений Илларион[англ.] (21.10.1753 — 30.06.1785), принц Савойский и Кариньянский, граф Виллафранка, основатель Виллафранкской ветви[итал.] Савойского дома, 20 ноября 1779 года сочетался браком с Элизабет-Анн Маон де Буагарен (22.02.1765 — 09.07.1834)[5];
- Катерина Мария Луиза Франциска (04.04.1762 — 04.09.1823), принцесса Савойская и Кариньянская, 28 октября 1780 года сочеталась браком с доном Филиппо III Джузеппе Франческо Колонна (02.12.1760 — 23.06.1818), князем и герцогом Палиано[9].